# D. J. Richardson
Dietrich James "D. J." Richardson (nacido el 11 de febrero de 1991 en Peoria, Illinois) es un jugador de baloncesto belga, que ocupa la posición de escolta. Actualmente se encuentra sin equipo. 

## Trayectoria deportiva
Adam jugaría durante 4 temporadas en los Illinois Fighting Illini y tras no ser drafteado en 2013, daría el salto al baloncesto profesional en Austria, en concreto, en las filas del UBC Güssing Knights.
En la temporada 2014-15, firma por el Lapuan Korikobrat de Finlandia. Y en la siguiente temporada, refuerza al Kouvut, del mismo país donde consigue ser MVP de la liga y campeón del torneo, realizando un promedio de 16.6 puntos, 3.4 rebotes y 1.5 asistencias por partido.
En verano de 2016, llega a Bélgica para jugar en el Spirou Basket Club.